# کارل بوش
کارل بوش (به آلمانی: Carl Bosch) ‏ (۲۷ اوت ۱۸۷۴–۲۶ آوریل ۱۹۴۰) شیمی‌دان و مهندس آلمانی و هم‌چنین برنده جایزه نوبل شیمی بود. او طی سال‌های ۱۸۹۴ تا ۱۸۹۶ در دانشگاه فنی برلین در رشته متالورژی تحصیل می‌کرد. او یک پیشگام در زمینه مواد شیمیایی صنعتی با فشار بالا و هم چنین بنیانگذار ای‌جی فاربن بود که از یک نظر بزرگترین شرکت شیمیایی دنیا بود.